# Acerola
Acerola (Malpighia glabra), cunoscută și sub numele de vișină de Barbados, vișină tropicală sau cireașă portoricană, este o specie subtropicală din familia Malpighiaceae. Fructele sale comestibile au un conținut remarcabil de vitamina C.

## Caracteristici
Acerola este un arbust sau pom mic fructifer peren, care crește până la înălțimea de 3 m, având o coroană bogată. Frunzele dispuse opus sunt oval-lanceolate, lungi de 5–10 cm, și cu marginea dreaptă.
Florile cresc în buchete de câte 2-5. Fiecare floare are un diametru de 1-1,5 cm și prezintă cinci petale roz sau roșii.
Fructul roșu aprins, aproape sferic, neted și nelobat este o drupă și are un diametru de 1-1,5 cm, fiind asemănător unei cireșe. Acesta conține 2-3 semințe ovoide de 7–10 mm. Pulpa este zemoasă, iar gustul este în aceeași măsură dulce și acru.

## Origine și arie de răspândire
Specific regiunii Caraibelor, acerola este răspândită spre sud până în Peru și regiunea Bahia în Brazilia, iar spre nord până în Mexic si Texas. Se cultivă și în India.

## Cultivare și utilizare

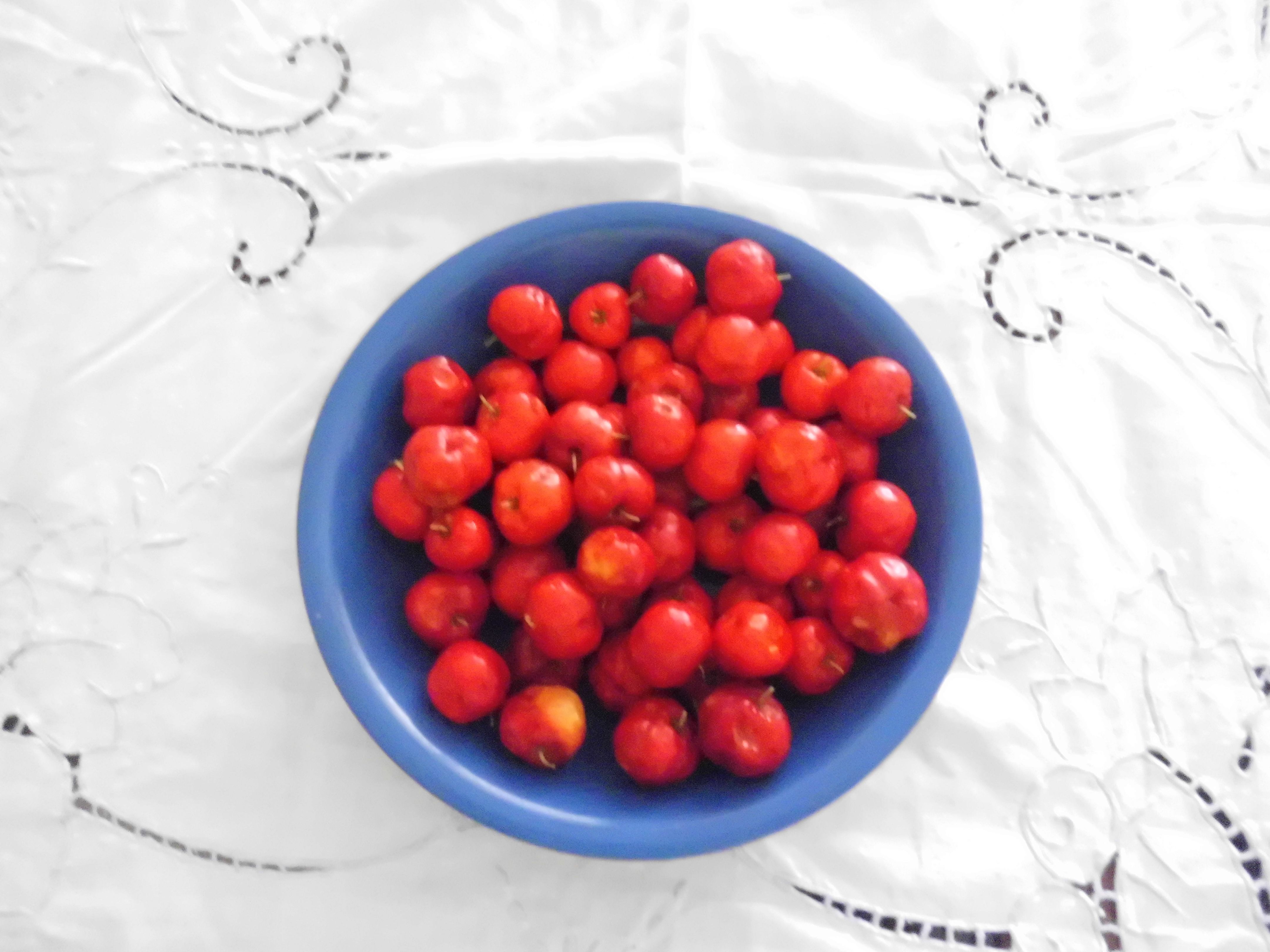
Acerola

Fructul comestibil se folosește foarte mult, în special în regiunea lui de origine. Acerola este cultivată între timp și în alte părți ale lumii, datorită faptului că este unul din fructele cu cel mai ridicat conținut de vitamina C. În comparație, 100 g de portocale conțin 50 mg vitamina C, aceeași cantitate de acerola conține însă de la 1500 la 5000 mg.
Fructul de acerola mai conține și alte substanțe, cum ar fi provitamina A (comparabil cu morcovul), magneziu, niacină, acid pantotenic, potasiu, vitamina B1 și B2. Conținutul de vitamine al acerolei este cel mai ridicat înainte de maturitate. Din această cauză, fructul se recoltează necopt.
Fructul de acerola se consumă de obicei proaspăt. Dar poate fi folosit și la prepararea de gemuri, jeleuri și sucuri.